# Tramwaje w Braszowie
Tramwaje w Braszowie – zlikwidowany system komunikacji tramwajowej w rumuńskim mieście Braszów.

## Historia
Tramwaje w Braszowie uruchomiono 23 sierpnia 1987. Jedyną wybudowaną linią o długości 7 km była linia nr 101 jej trasa wiodła od położonych na północy miasta zakładów Rulmentul dalej obok dworca kolejowego, osiedle mieszkaniowe Astra do położonej w pobliżu fabryki pojazdów Roman pętli Saturn. Tramwaje zamknięto 18 listopada 2006. Powodem zawieszenia kursowania linii był zły stan taboru i torowisk a przede wszystkim spadek zapotrzebowania na przewozy na trasie tramwaju. Zajezdnia tramwajowa znajdowała się przy Alei 13 Grudnia.

## Tabor
W 1987 w Braszowie było 8 tramwajów V3A, których później było 16 oraz doszły nowe tramwaje V2A. W 1997 sprowadzono z Niemiec sześć składów trzyosiowych tramwajów M5.65 + m5.65 z Monachium. Ostatni egzemplarz tego typu zezłomowano w 2003 roku. Kolejne tramwaje do Braszowa sprowadzono w 2000, było to 10 wagonów Düwag GT6 pochodzących z Frankfurtu nad Menem. W 2002 roku sprowadzono 12 wagonów T4D i 6 B4D z Lipska. Wagony po likwidacji sieci zostały zezłomowane.